# 櫛引地区スクールバス
櫛引地区スクールバス（くしびきちくスクールバス）は、山形県鶴岡市櫛引地域にて運行しているスクールバスである。
合併前の櫛引町当時から、一般住民も有償で乗車可能な、住民混乗型のスクールバスとして運行されている。

## 沿革
- 1977年5月1日 - 「櫛引町スクールバス」として、櫛中前 - 宝谷間1路線で運行開始。
- 2005年10月1日 - 櫛引町の鶴岡市への合併により、「櫛引地区スクールバス」として鶴岡市に引き継がれる。

## 概要
- 料金は10円単位の区間制で、小人及び身障者は半額。定期券は1ヶ月用、3ヶ月用がある。
- 運行形態は、自家用自動車（白ナンバー車）による有償運送である。

## 路線
以下の路線がある。　
- 中学校前 - 三千刈 - 王祇橋 - 黒川 - 宮の下 - 上の山 - 平田山 - 宝谷 - 𣗄代 - 桃平 - 春日山 - 宮の下 - 黒川 - 王祇橋 - 三千刈 - 中学校前（循環運行）

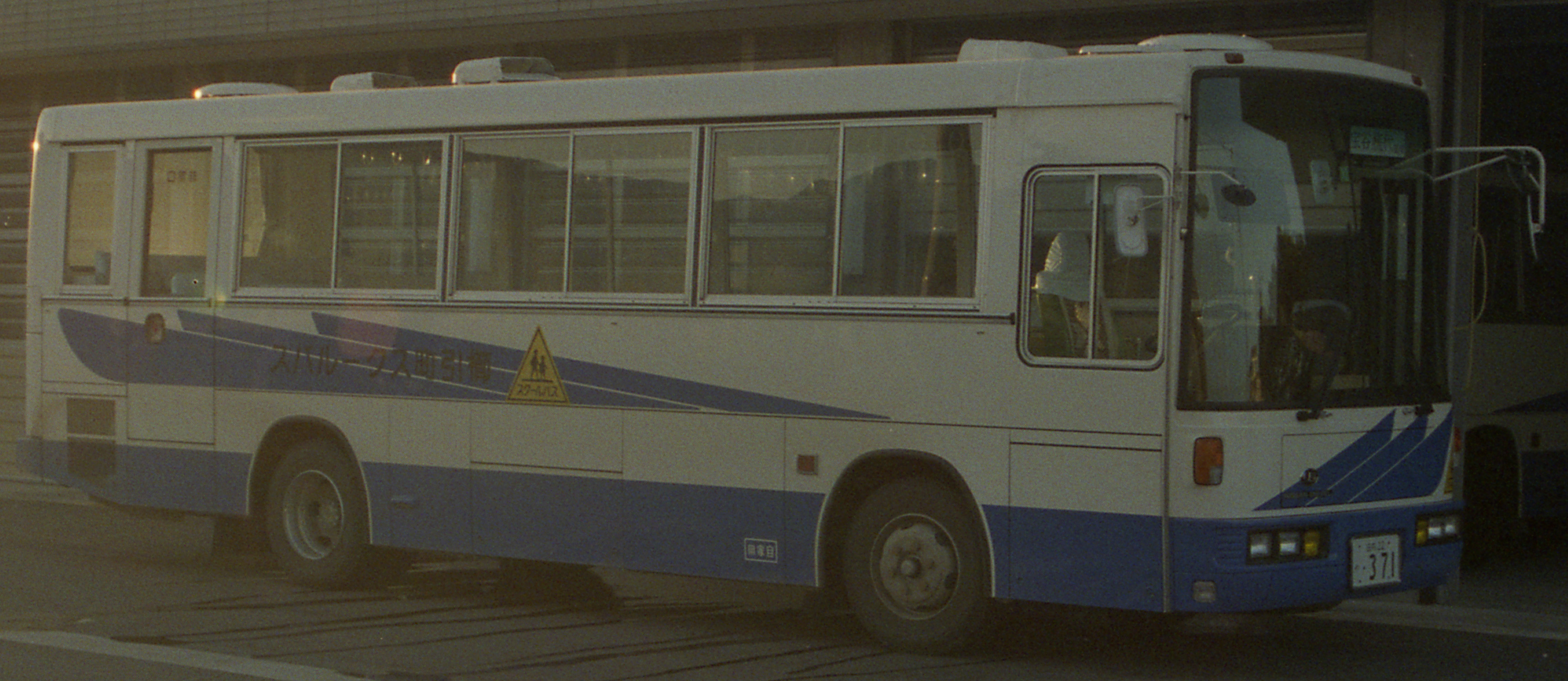
櫛引町スクールバス当時の車両

　※𣗄代：たらのきだい